# Food-service
Food-service ist eine Wirtschaftsfachzeitschrift für die Gastronomie in Deutschland, Österreich und der Schweiz. Die 1982 gegründete Zeitschrift berichtet primär aus betriebswirtschaftlicher Perspektive über Schwerpunktthemen wie Management und Marketing, Marktforschung, Technik und Design. Dabei behält die Redaktion Entwicklungen und Trends in Nordamerika, Europa und Asien  im Blick.
Jedes Jahr im März veröffentlicht food-service die Top 100 Gastronomie-Unternehmen in Deutschland, der Fokus liegt hier auf Systemgastronomie.
Im Rahmen der Internorga in Hamburg veranstaltet food-service das Internationale Foodservice Forum mit ca. 2.000 Besuchern.
food-service erscheint elfmal im Jahr und ist Teil der dfv mediengruppe.